# لوت وارن
لوت وارن هو محامي وقاضي وسياسي أمريكي، ولد في 30 أكتوبر 1797 في أوغستا في الولايات المتحدة، وتوفي في 17 يونيو 1861 في ألباني في الولايات المتحدة. انتخب عضو مجلس نواب جورجيا ‏ وانتخب عضو مجلس النواب الأمريكي ‏.